# Air Canada Cup (Dänemark) 1997
Der Air Canada Cup 1997  war die erste Austragung des Dänischen Eishockeypokals. Der Pokalwettbewerb wurde vom Dänischen Eishockeyverband organisiert.

## Teilnehmer und Modus
Für die Teilnahme am Pokal im Jahre 1997 qualifizierten sich die nach der Hinrunde der Eliteserien beiden jeweils bestplatzierten Mannschaften aus den dänischen Regionen Jütland und Sjælland. Die Spiele fanden im einfachen K.-O.-Modus statt. Die insgesamt drei Spiele wurden am 29. und 30. Dezember 1997 in der Rødovre Skøjte Arena durchgeführt.
| Jütland               | Jütland                   | Sjælland | Sjælland             |
| --------------------- | ------------------------- | -------- | -------------------- |
| Logo Herning Blue Fox | Herning Blue Fox          |          | Rungsted Cobras      |
|                       | Frederikshavn White Hawks |          | Rødovre Mighty Bulls |

## Turnierplan
|  | Halbfinale                | Halbfinale |                      |                  | Finale | Finale |
|  |                           |            |                      |                  |        |        |
|  |                           |            |                      |                  |        |        |
|  | Rungsted IK               | 0          |                      |                  |        |        |
|  | Herning Blue Fox          | 12         |                      |                  |        |        |
|  |                           |            | Rødovre Mighty Bulls | 3                |        |        |
|  |                           |            |                      | Herning Blue Fox | 7      |        |
|  | Rødovre Mighty Bulls      | 2          |                      |                  |        |        |
|  | Frederikshavn White Hawks | 1          |                      |                  |        |        |
|  |                           |            |                      |                  |        |        |

## Halbfinale
| 29. Dezember 1997 | Rungsted IK | 0:12 (0:3, 0:3, 0:6) | Herning Blue Fox | Skøjte Arena, Rødovre |

| 29. Dezember 1997 | Rødovre Mighty Bulls | 2:1 (1:0, 1:0, 0:1) | Frederikshavn White Hawks | Skøjte Arena, Rødovre |

## Finale
| 30. Dezember 1997 | Rødovre Mighty Bulls Anders Svensson (1:1) Michail Wassiljew (2:5) Sergei Nowosjolow (3:5) | 3:7 (1:1, 0:3, 2:3) | Herning Blue Fox Anders Pyndt (0:1) Jarno Soukko (1:2) Petri Skriko (1:3) Lars Mølgaard (1:4) Todd Bjorkstrand (1:5) Todd Bjorkstrand (3:6) Jesper Mølby (3:7) | Skøjte Arena, Rødovre Zuschauer: 1600 |